# هوكي
الهوكي أو الهُكِي أو الجَحْفَة هي واحدة من مجموعات الرياضات التي يتنافس فيها فريقين محاولين تسجيل الكرة أو القرص في مرمى الفريق المنافس باستخدام عصا الهوكي. وفي العديد من المناطق، هناك رياضة (دائمًا ما يطلق عليها هوكي الميدان أو هوكي الجليد) يشار إليها باسم الهوكي فقط.

## معلومات تاريخية

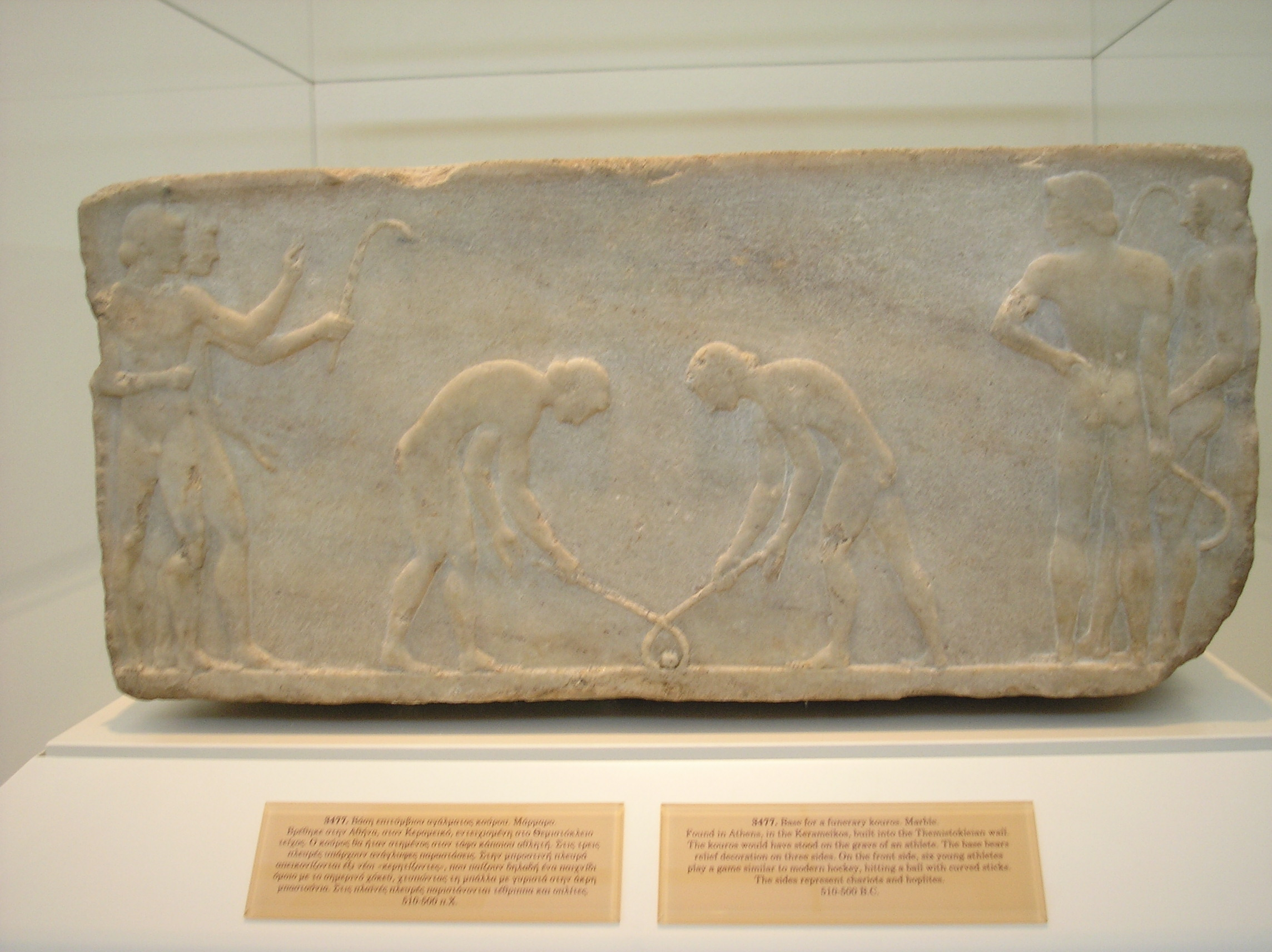
نقش ضئيل البروز حوالي 600 ق.م. في المتحف القومي للآثار في أثينا

توجد العديد من الرياضات التي تمت ممارستها باستخدام العصي المقوسة والكرة في تاريخ الكثير من الثقافات. في مصر، توجد نحوت منقوشة منذ 4000 عام لفرق بعصي وقاذفة - فرق هيرلنج يرجع تاريخها إلى ما قبل 1272 ق.م. في أيرلندا - وهناك تصاوير مرسومة منذ حوالي 600 ق.م. في اليونان القديمة حيث يُظن أن هذه اللعبة كانت تسمى kerētízein أو kerhtízein (κερητίζειν) لأنها كانت تمارس بعصا معقوفة أو شبه معقوفة (kéras, κέρας) وفي منغوليا الداخلية والصين وداور كان الناس يلعبون البيكو لمدة حوالي 1000 سنة - لعبة شبيهة بهوكي الميدان المعاصر.
ويتمثل الدليل الأكبر على وجود الألعاب الشبيهة بالهوكي في العصور الوسطى في التشريعات المتعلقة بالرياضات والألعاب. فهناك قانون جالواي - الشبيه بإعلان إدوارد - الذي طبق سنة 1527 وكان يمنع أنواعًا بعينها من ألعاب الكرة منها الهوكي.
بحلول القرن التاسع عشر، بدأت الألعاب التاريخية بأشكالها وتقسيماتها في الافتراق والاندماج لتصبح على ما هي عليه اليوم. وبدأ تشكيل اللجان المخوّلة بوضع القوانين واللوائح وظهرت كيانات محلية ودولية لتنظيم المنافسات المحلية والدولية. وتطور هوكي الجليد أثناء تلك الفترة متفرعًا عن هوكي الميدان ليلائم الظروف الجليدية في كندا وشمالي الولايات المتحدة.

## الأنواع الفرعية

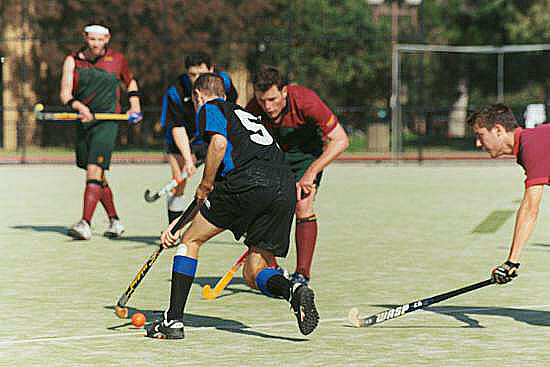
مباراة هوكي حقل في جامعة ميلبورن.

### هوكي الميدان
يلعب هوكي الميدان على الحصى والعشب الطبيعي والعشب الصناعي على الرمال أو الترتان أو المياه، بكرة صغيرة صلبة. هذه اللعبة مشهورة بين الرجال والنساء في أرجاء عديدة من العالم، خصوصًا في أوروبا وآسيا وأستراليا ونيوزيلاندا وجنوب إفريقيا. وفي معظم البلاد، تلعب اللعبة بين فريقين من نفس الجنس، رغم وجود حالات لمباريات بين الجنسين.

### هوكي الجليد

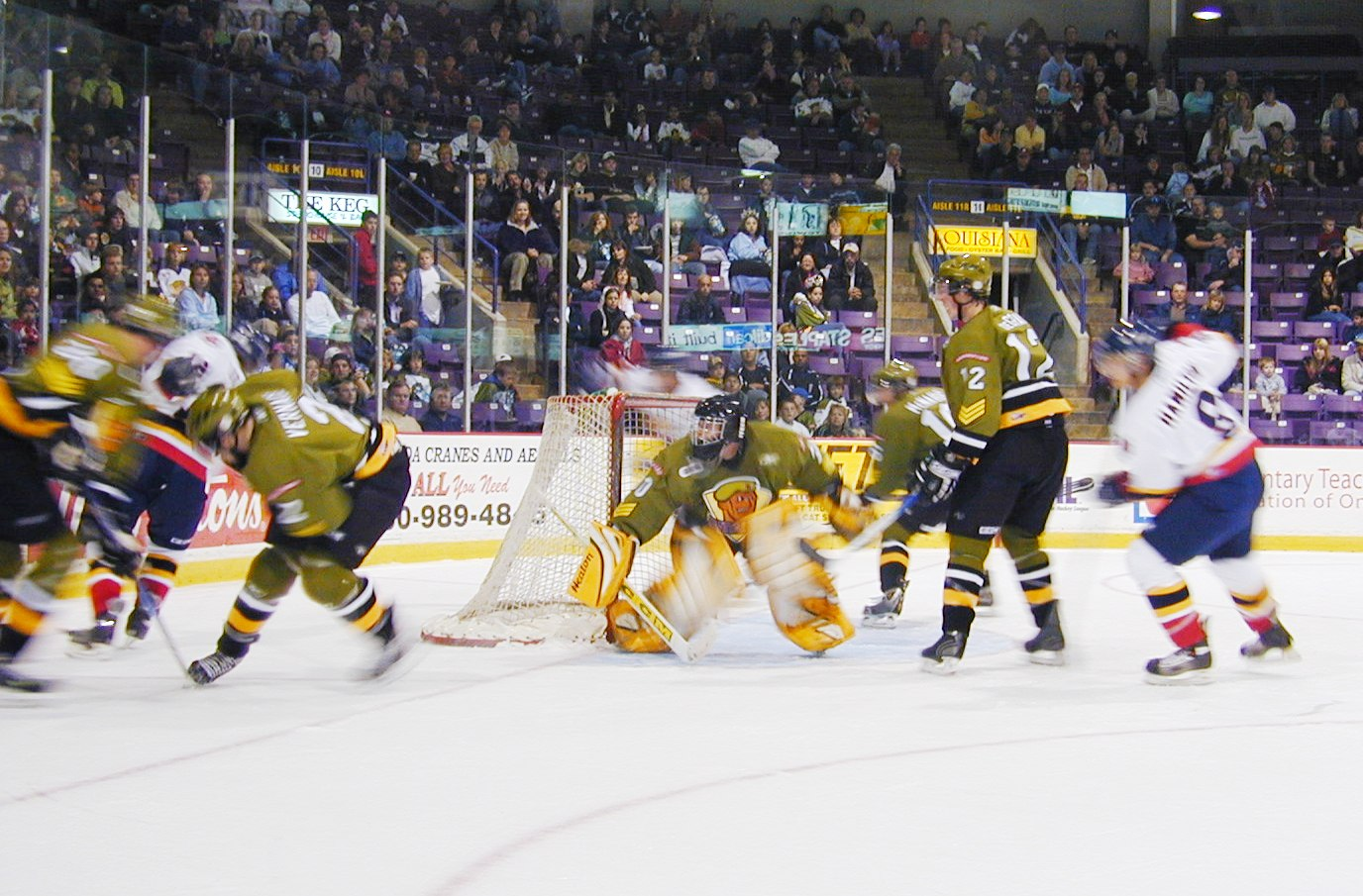
فريق باري كولتس (Barrie Colts) وفريق برامبتون باتاليون (Brampton Battalion) في مباراة هوكي جليد.

تُلعب مباراة هوكي الجليد على مساحة منبسطة فسيحة من الجليد باستخدام قرص قطره ثلاث بوصات (76,2 مم) من مطاط مفلكن يسمى القرص المطاطي. وغالبًا ما يُجمد هذا القرص المطاطي قبل المباريات الرفيعة المستوى لتقليل كمية الارتداد والاحتكاك على الجليد. ويتنافس في هذه المباراة فريقان من المتزلجين. وتنتشر هذه اللعبة في جميع أرجاء أمريكا الشمالية وأوروبا وغيرها الكثير من البلاد حول العالم بمقدار متفاوت. وهي الرياضة الأشهر على الإطلاق في كندا وفنلندا ولاتفيا وجمهورية التشيك وسلوفاكيا.

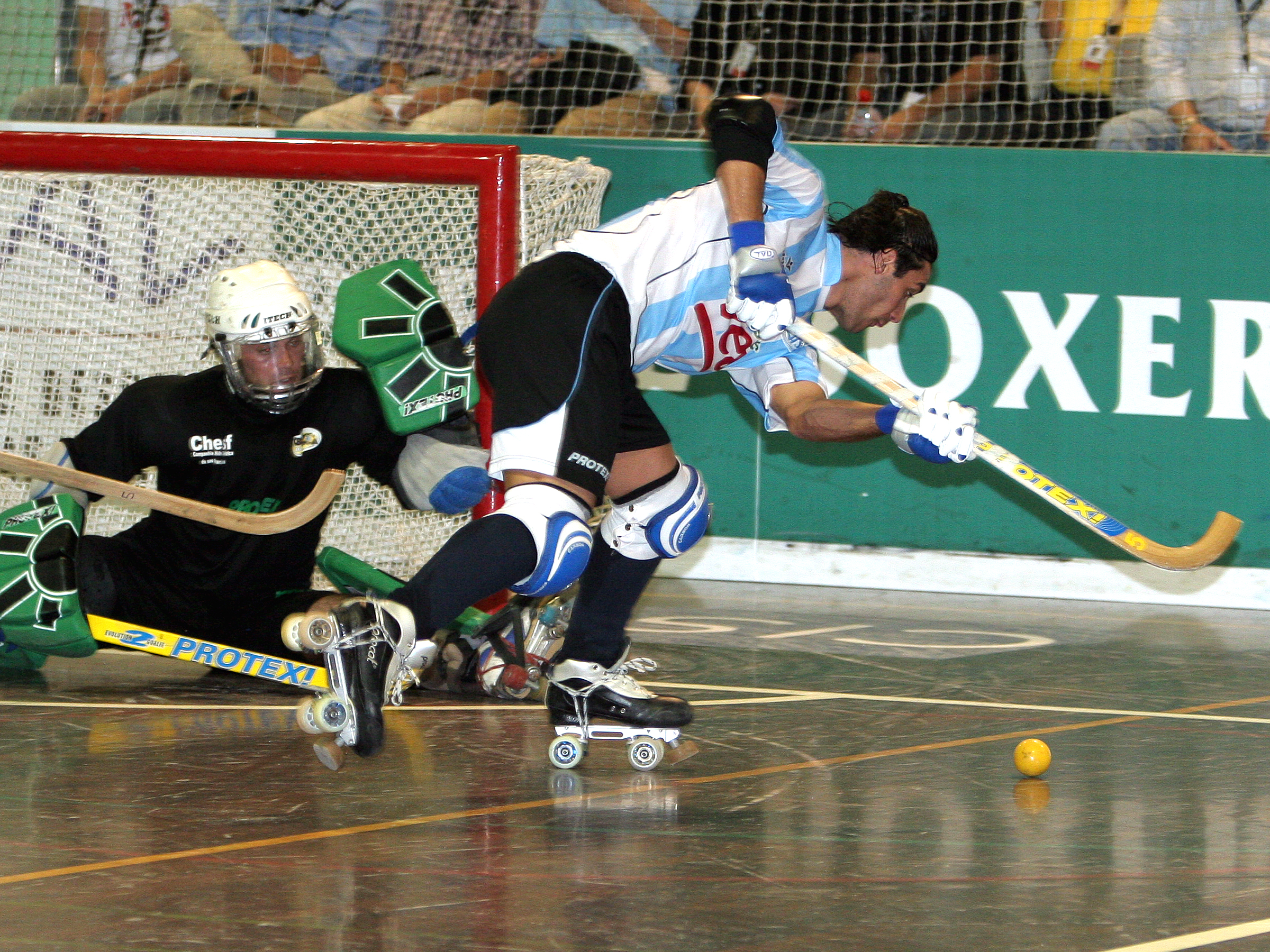
هوكي الحلبة - الهوكي الأسطواني

## أشكال أخرى للهوكي

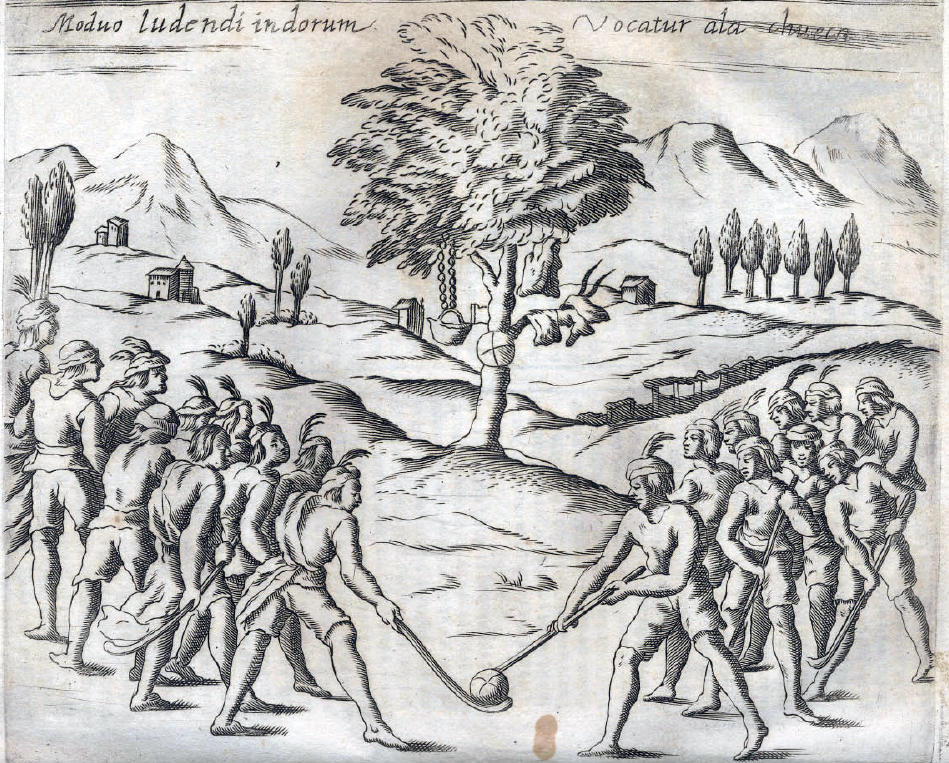
مابوتشيون محليون يلعبون بالين (palín) في كتاب Histórica Relación del Reino de Chile لمؤلفه ألونسو دي أوفال (Alonso de Ovalle). روما سنة 1646.

الألعاب الأخرى المشتقة من الهوكي أو المنشقة عنها تشمل ما يلي:

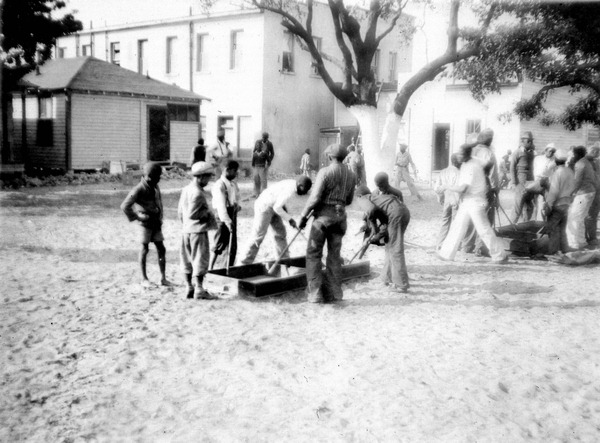
هوكي الصندوق يُلعب في ميامي، فلوريدا 1935

- الهوكي الهوائي
- هوكي الشاطئ
- هوكي الكرة
- الباندي
- هوكي الصندوق
- برومبول
- هوكي السفن
- الهوكي الأرضي
- هوكي على العشب
- هوكي كرة القدم
- هوكي الجمنازيوم
- هيرلنج وكاموجي
- هوكي الميدان في الأماكن المغلقة
- الهوكي المصغر
- هوكي نوك
- هوكي العجلات المتحركة
- الرينجيت
- هوكي رينك
- هوكي روسال
- هوكي الطاولة
- الهوكي التحتمائي
- هوكي الدراجة الأحادية